# Arlate
Arlate (Arlàa in dialetto brianzolo) è una frazione del comune di Calco, in provincia di Lecco.

## Geografia fisica
Situata nei pressi del fiume Adda, la frazione di Arlate dista circa 3 km dal capoluogo comunale di Calco. Si tratta di un piccolo centro abitato posto fra i paesi di Imbersago e Brivio.

## Storia
Il toponimo Arlate pare comparire nel 1086, da antichi documenti di vendita di terreni (“in loco ubi dicitur Arcelate”). Nel 1412 il comune di Arlate prestò giuramento di fedeltà a Filippo Maria Visconti, che aveva riconfermato alla “Martesana superiore” (Monte di Brianza) precedenti esenzioni fiscali. In documenti successivi del Ducato di Milano del 1558, e fino al XVII secolo, Arlate risulta inserita nella pieve di Brivio. In epoca quasi moderna, nel compartimento territoriale dello stato di Milano (editto 10 giugno 1757), Arlate figura già aggregato al comune di Calco, nella pieve di Brivio, compresa sempre nel Ducato di Milano, uno dei pochi casi di soppressione dell’autonomia comunale in presenza di una propria parrocchia.

## Monumenti e luoghi d'interesse

### Architetture religiose

#### Chiesa di San Colombano
La chiesa di San Colombano (poi dei Santi Colombano e Gottardo) sorge su di un poggio che domina la sponda destra dell'Adda. Fondata prima del 1162, su un edificio sorto in epoca longobarda, costituì per lungo tempo la chiesa di un attiguo convento di benedettine databile al secolo XI.
Successivamente nel 1311 il monastero è delle monache benedettine cluniacensi, poste sotto la protezione del Priore di Pontida. La permanenza delle benedettine durò fino al 1475, anno in cui il monastero di Arlate venne aggregato a quello milanese dell'Annunciata.
A seguito della partenza delle monache, la quasi totalità del complesso monastico andò inesorabilmente in rovina.
Tra le poche strutture sopravvissute al secolare degrado rimase la chiesa, ripetutamente sottoposta a interventi di ristrutturazione. Un ampliamento voluto da Carlo Borromeo comportò la costruzione del campanile e della sacrestia, mentre un restauro condotto tra il 1968 e il 1969 portò al ripristino delle forme romaniche della chiesa.
Dopo esser stato definitivamente soppresso dalle secolarizzazioni napoleoniche, il convento fu rilevato dall'ultimo cappellano delle monache, promotore del beneficio ecclesiastico che comportò l'elevazione della chiesa alla dignità di parrocchiale.
Esternamente, la chiesa si presenta con una facciata a capanna, decorata da lesene, nella quale si apre un portale sopra al quale si trovano quattro finestre a monofora. La facciata maschera la struttura interna della chiesa, divisa in tre navate terminanti in rispettive absidi. Nell'abside centrale si aprono tre monofore, finestre dello stesso tipo dell'apertura che si ritrova in ciascuna delle absidi laterali. Internamente, una delle absidi ospita un affresco tardoduecentesco di un Cristo Pantocratore.